# Схема Бернулли
Проводятся {\displaystyle n} опытов, в каждом из которых может произойти определенное событие («успех») с вероятностью {\displaystyle p} (или не произойти — «неудача» — с вероятностью {\displaystyle q=1-p}). Задача — найти вероятность получения ровно {\displaystyle m} успехов в этих {\displaystyle n} опытах.
Решение:
{\displaystyle P_{n}(m)=C_{n}^{m}p^{m}(1-p)^{n-m}} (формула Бернулли).
Количество успехов — величина случайная, которая имеет биномиальное распределение.

## Определение
Для применения схемы Бернулли должны быть выполнены следующие условия:
- Каждое испытание имеет ровно два исхода, условно называемых успехом и неудачей.
- Независимость испытаний: результат очередного эксперимента не должен зависеть от результатов предыдущих экспериментов.
- Вероятность успеха должна быть постоянной (фиксированной) для всех испытаний.

Рассмотрим стохастический эксперимент с двухэлементным пространством элементарных событий. Одно назовём «успехом», обозначим «1», другое — «неудачей», обозначим «0». Пусть вероятность успеха {\displaystyle 0<p<1}, тогда вероятность неудачи {\displaystyle 1-p=q}.
Рассмотрим новый стохастический эксперимент, который состоит в {\displaystyle n}-кратном повторении этого простейшего стохастического эксперимента.
Понятно, что пространство элементарных событий {\displaystyle \Omega }, которое отвечает этому новому стохастическому эксперименту будет {\displaystyle \left\{\Omega =(a_{1},...,a_{n})|a_{i}={\overline {0,1}},i={\overline {1,n}}\right\rbrace } (1), {\displaystyle N(\Omega )=2^{n}}. За {\displaystyle \sigma }-алгебру событий {\displaystyle {\mathcal {A}}} возьмём булеан пространства элементарных событий {\displaystyle P(\Omega )} (2). Каждому элементарному событию {\displaystyle \omega \in \Omega } поставим в соответствие число {\displaystyle p(\omega )=p^{\sum _{i=1}^{n}a_{i}}q^{n-\sum _{i=1}^{n}a_{i}}}. Если в элементарном событии {\displaystyle \omega } успех наблюдается {\displaystyle k} раз, а неудача — {\displaystyle (n-k)} раз, то {\displaystyle p(\omega )=p^{k}q^{n-k}}. Пусть {\displaystyle A_{k}=\{\omega \in \Omega |\sum _{i=1}^{n}a_{i}=k\},k={\overline {0,n}}}, тогда {\displaystyle P(A_{k})=\sum _{\omega \in A_{k}}P(\omega )=C_{n}^{k}p^{k}q^{n-k}}. Также является очевидной нормированность вероятности: {\displaystyle \sum _{\omega \in \Omega }P(\omega )=\sum _{k=0}^{n}\sum _{\omega \in A_{k}}P(\omega )=\sum _{k=0}^{n}C_{n}^{k}p^{k}q^{n-k}=(p+q)^{n}=1^{n}=1}.
Поставив в соответствие каждому событию {\displaystyle A\in {\mathcal {A}}} числовое значение {\displaystyle P(A)=\sum _{\omega \in A}P(\omega )} (3), мы найдём вероятность {\displaystyle P:{\mathcal {A}}\to \mathbb {R} }. Построенное пространство {\displaystyle (\Omega ,{\mathcal {A}},P)}, где {\displaystyle \Omega } — пространство элементарных событий, определённое равенством (1), {\displaystyle {\mathcal {A}}} — {\displaystyle \sigma }-алгебра, определённая равенством (2), P — вероятность, определённая равенством (3), называется схемой Бернулли для {\displaystyle n} испытаний.
Набор чисел {\displaystyle P_{n}(k)=C_{n}^{k}p^{k}q^{n-k},k={\overline {0,n}},n\in \mathbb {N} } называется биномиальным распределением.

## Обобщение (полиномиальная схема)
Обычная формула Бернулли применима на случай, когда при каждом испытании возможно одно из двух событий. Формулу Бернулли можно обобщить на случай, когда при каждом испытании происходит одно и только одно из {\displaystyle k>2} событий с вероятностью {\displaystyle p_{i}(i=1,2,...,k)}, где {\displaystyle p_{1}+...+p_{k}=1}. Вероятность появления {\displaystyle m_{1}} раз первого события и {\displaystyle m_{2}} — второго и {\displaystyle m_{k}} раз k-го находится по формуле:
{\displaystyle P_{n}(m_{1},m_{2},...,m_{k})={\frac {n!}{m_{1}!m_{2}!...m_{k}!}}{p_{1}}^{m_{1}}{p_{2}}^{m_{2}}...{p_{k}}^{m_{k}}},
где {\displaystyle n=m_{1}+m_{2}+...+m_{k}.}

## Теоремы
В особых условиях (при достаточно больших или достаточно малых параметрах) для схемы Бернулли используются приближенные формулы из предельных теорем: теорема Пуассона, локальная теорема Муавра — Лапласа, интегральная теорема Муавра — Лапласа.